# 山倉大神
山倉大神（やまくらだいじん）は、千葉県香取市山倉（下総国香取郡）にある神社。

## 由緒
弘仁2年（811年）の創建で、大六天王社の総社として古くから人々の信仰を集めている。現本殿は安永7年（1778年）に建立されたもの。江戸期までは真言宗山倉山観福寺別当であったが、明治の神仏分離令により大六天王を観福寺に遷座、明治3年（1871年）山倉大神と改め、高皇産霊大神、建速須佐男大神、大国主大神を祭神とした。

## 祭礼
例祭は「山倉の鮭祭り」と呼ばれ、平成17年（2005年）に千葉県の無形民俗文化財に指定された。もともとは毎年旧暦霜月初卯の創建の日に行われ「初卯祭」とも呼ばれていたが、現在は12月の第1日曜日に行われる。まず奉納された鮭を塩漬けにし、白川流包丁式の神事によって小さい切り身にさばき、当日に限り参詣者に分け与えられる。また秘伝の鮭の黒焼きにして社務所に常備し護符として配られ、病災消除とくに風邪薬として有名である。諸国行脚していた空海が当地を訪れた際、流行っていたインフルエンザ対策に考案したものと伝えられている。

## 交通
- 公共交通
  - JR成田線「佐原駅」から山倉行き千葉交通バス⇒「山倉大神」バス停下車
  - 成田線「小見川駅」からコミュニティバス「山田循環バス」の運行もあり
- 自動車等
  - 東総有料道路終点手前の香取市大角より千葉県道114号八日市場山田線を八日市場方面へ約1.7km

## 境内の風景

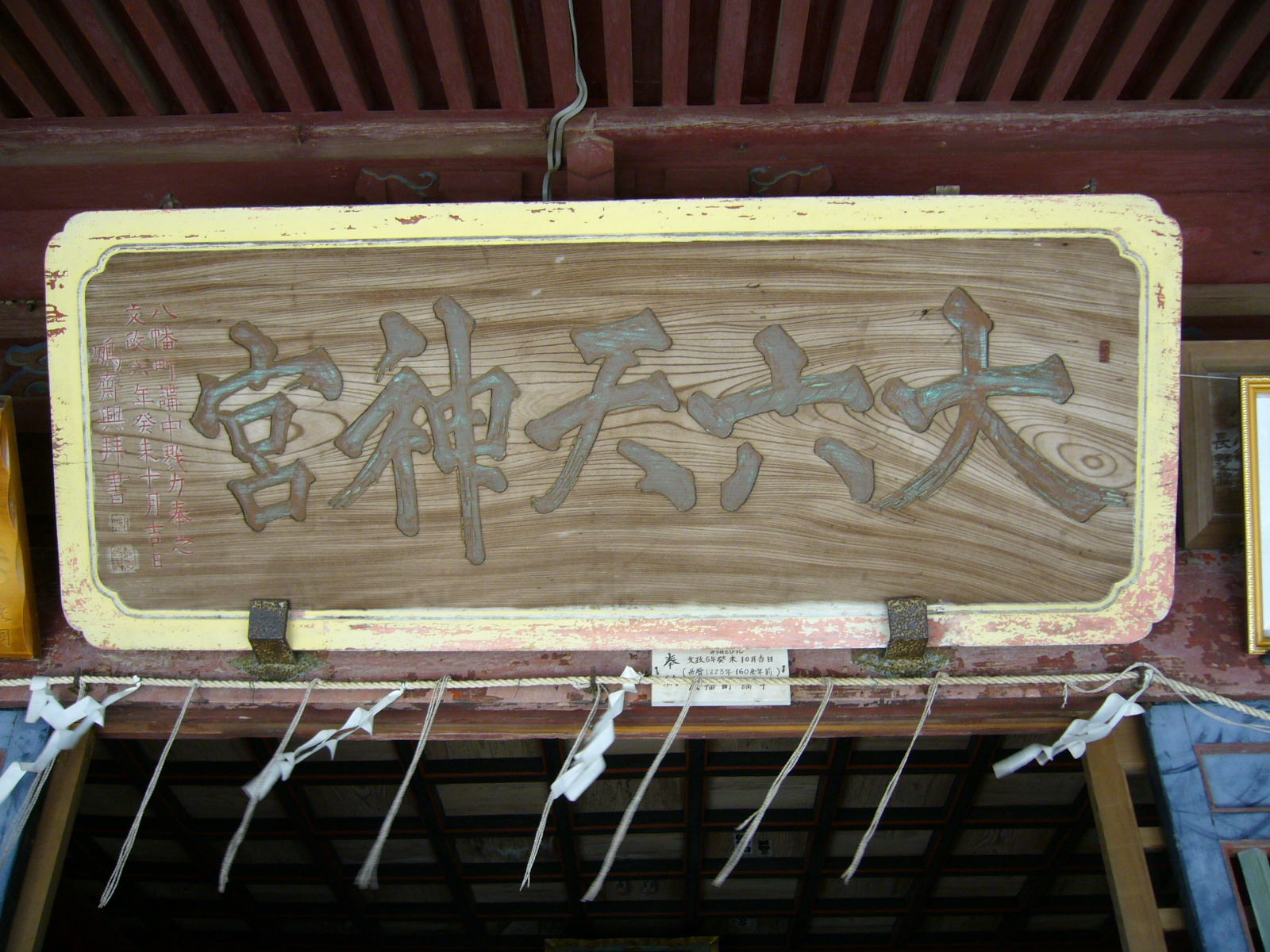
本殿の額
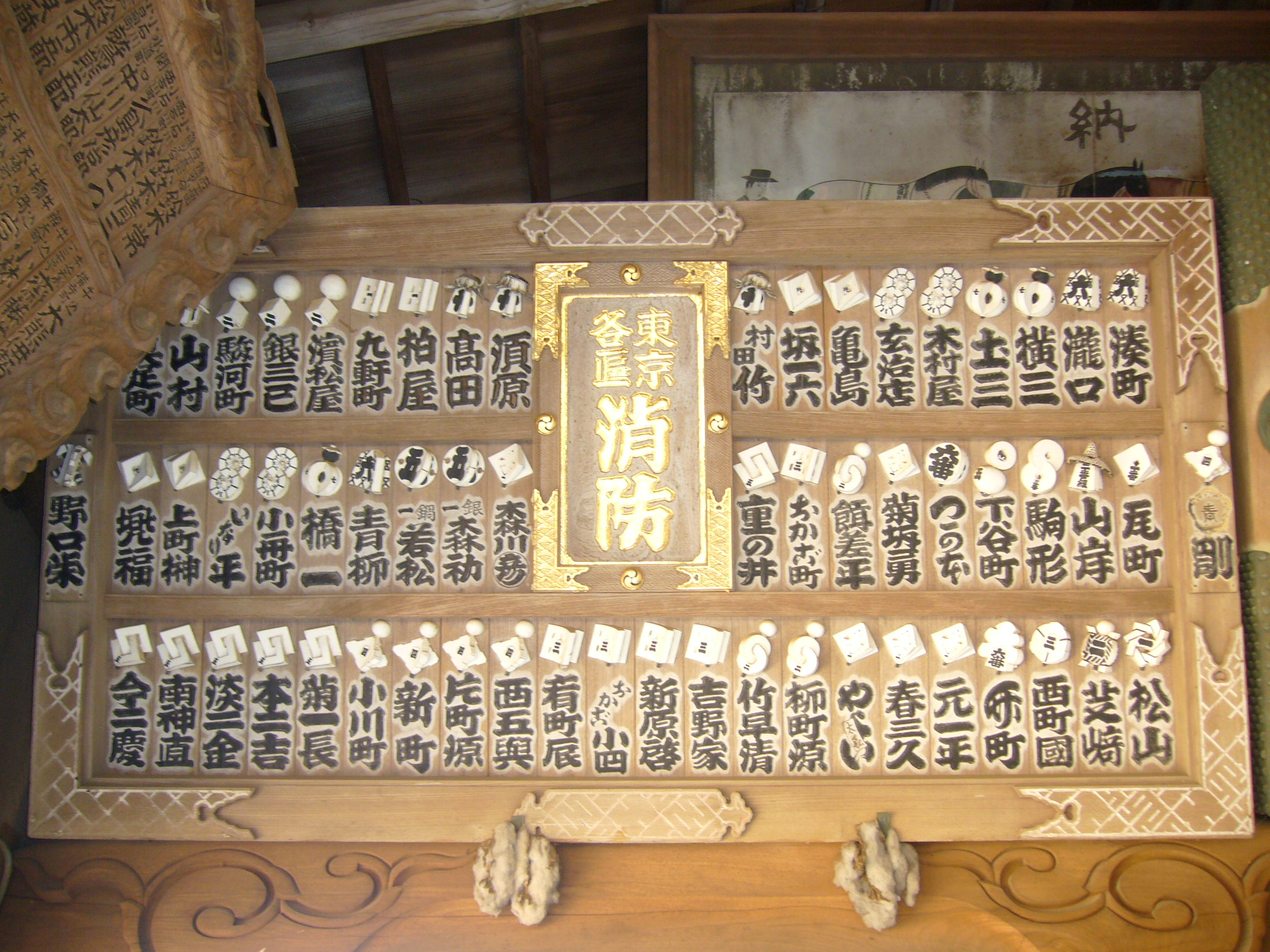
東京より奉納された額
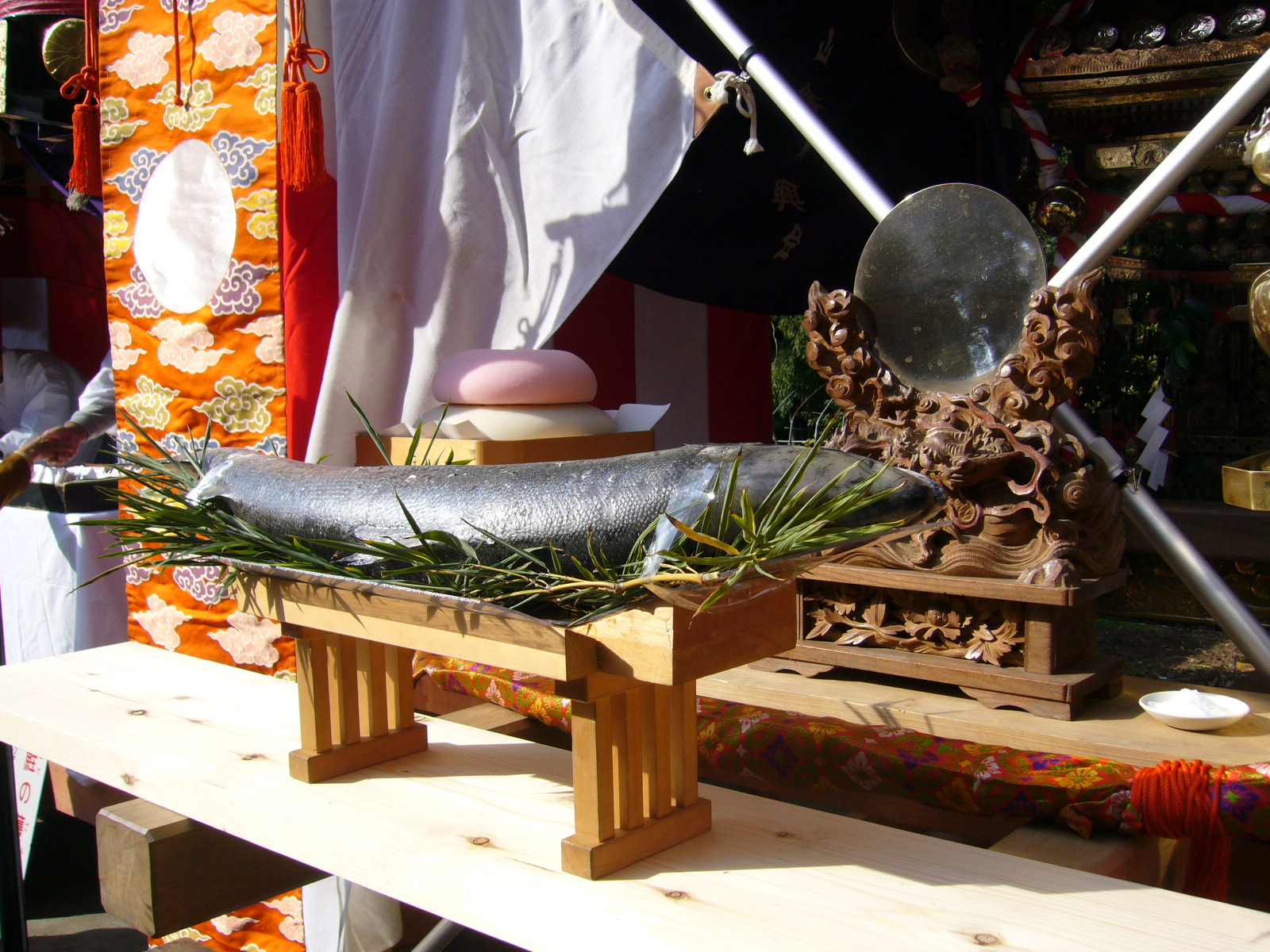
鮭祭りの神輿の前に供えられたサケ
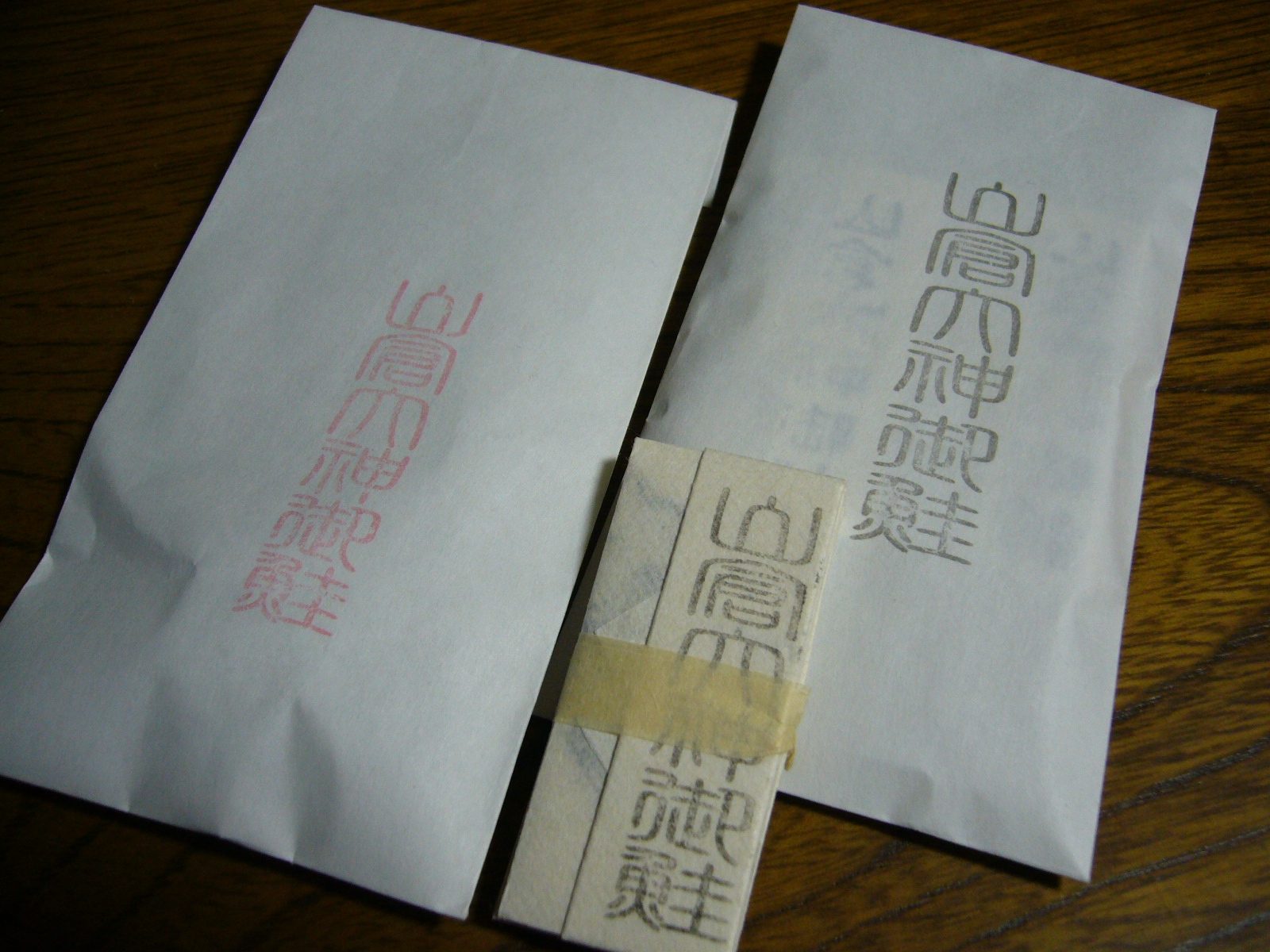
風邪に効能があるといわれる鮭の護符